# Riccardo Terzi
Riccardo Lodovico Maria Terzi (Milano, 8 novembre 1941 – Milano, 12 settembre 2015) è stato un sindacalista e politico italiano.

## Biografia
Riccardo Terzi nasce a Milano l’8 novembre 1941. La madre, Maria Quadri, offre ai due figli e alla figlia un’educazione cattolica tradizionale. Il padre Benvenuto, chitarrista e compositore molto affermato, trasmette a Riccardo una passione musicale intensa e ininterrotta che si rivolgerà soprattutto al jazz.
Con la fine della guerra la famiglia si trasferisce a Bergamo. Terminato il liceo, Terzi si iscrive alla Facoltà di Filosofia presso l’Università degli Studi di Milano che ancora reca l’impronta di un pensatore illustre, antifascista e comunista, Antonio Banfi e dove insegnano, tra altri nomi importanti, Mario dal Pra e Enzo Paci. Non terminerà gli studi con la laurea, ma li proseguirà per tutta la vita, mentre in quegli stessi anni si iscriverà alla Federazione Giovanile Comunista Italiana (FGCI), della quale diventerà presto dirigente, prima a Bergamo poi a Milano e infine a livello nazionale (dopo l’iscrizione al Partito Comunista Italiano) come responsabile degli studenti medi.
Gramscianamente, la filosofia è per lui fondamento della scelta e della prassi politica. Ed è anche il terreno sul quale ritiene diventi particolarmente interessante quel dialogo tra comunisti e cattolici che la federazione bergamasca del PCI praticherà con molto impegno: Palmiro Togliatti nel 1963 non per caso sceglierà Bergamo (dalla cui campagna proviene il Papa del Concilio Vaticano, Giovanni XXIII) per il suo discorso innovativo circa i rapporti con i cattolici e attorno alle questioni della coscienza individuale, dell’etica e della libertà della ricerca intellettuale ed artistica. Terzi era presente a quell’evento. La FGCI in quegli anni cessa di essere un semplice vivaio per il Partito Comunista Italiano e partecipa a una stagione significativa sul piano nazionale e internazionale. Sono gli anni della decolonizzazione: le lotte di liberazione in Asia e in Africa, la guerra vittoriosa contro l’occupazione francese dell’Algeria e contro quella belga in Congo animano una nuova stagione internazionalista. Sono gli anni che vedono nascere il movimento per la pace e contro la minaccia nucleare (Terzi parteciperà, con la FGCI, alla prima Marcia per la Pace Perugia Assisi promossa da Aldo Capitini).

## Carriera

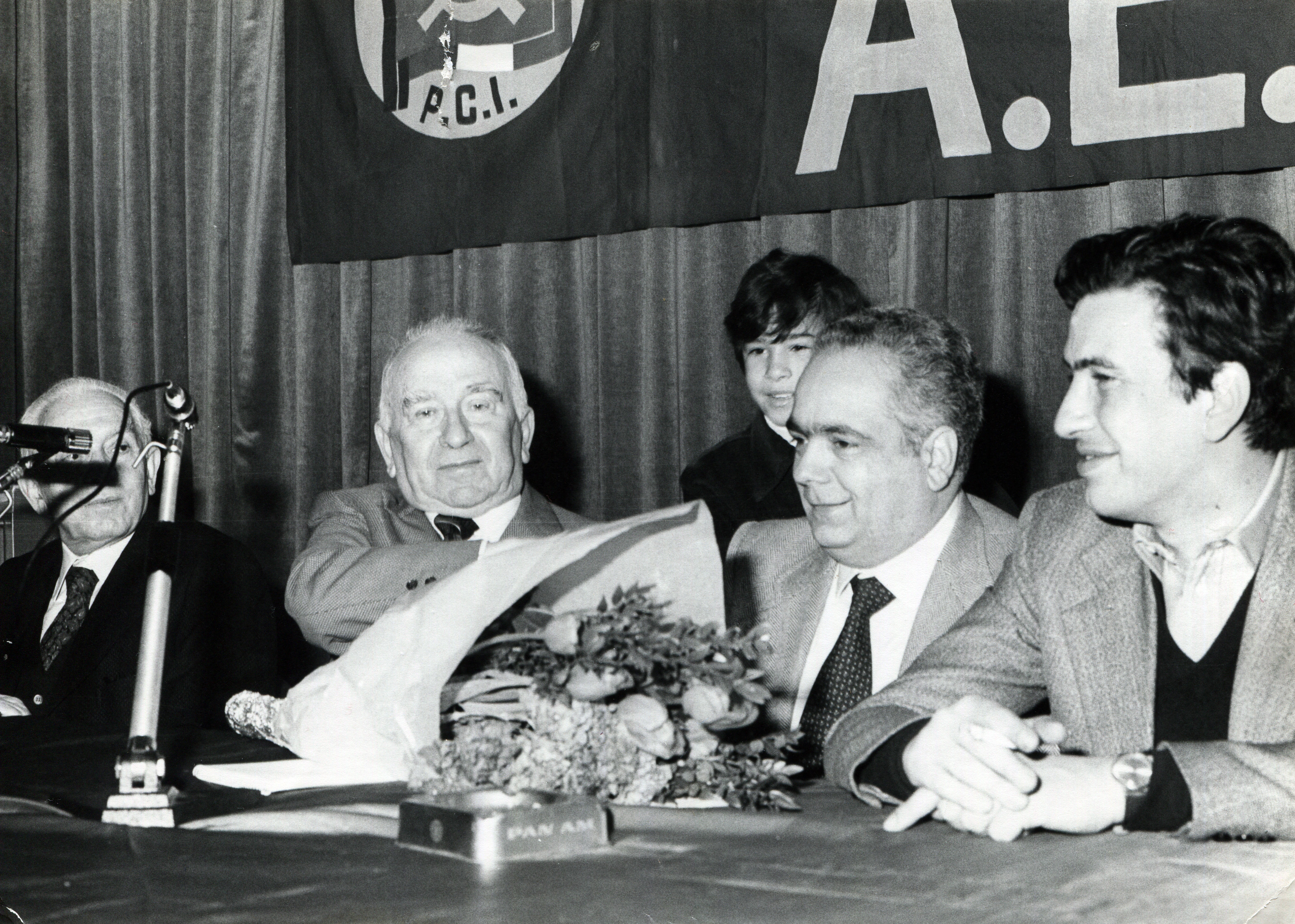
Terzi con Luigi Longo e Nicola Teti nel 1976.

### Trasferimento a Milano
Avviene nel 1968 il trasferimento a Sesto San Giovanni dove risiederà a lungo con la prima moglie, (avranno due figli e una figlia) investito del primo incarico nel PCI in qualità di segretario cittadino. Qui incontra sia la vecchia classe operaia, per lo più nordica e bergamasca, carica di esperienze, dalla lotta antifascista alla sconfitta degli anni Cinquanta, sia quella nuova e giovane, proveniente dal Sud, protagonista di una riscossa, di nuove forme di lotta, nuove rivendicazioni e nuove esperienze democratiche: stanno infatti tramontando le Commissioni Interne, nascono i Consigli di fabbrica. Il tema delle forme di partecipazione democratica di massa dentro e fuori dalla fabbrica rimarrà centrale nel suo pensiero per tutti gli anni a venire. Il suo interesse politico è rivolto anche all’esperienza di governo della città che gareggia col modello emiliano in efficienza, correttezza e iniziativa nel campo dei servizi sociali “dalla culla alla tomba”. Esperienza sostenuta dalla stretta collaborazione tra PCI e PSI ma anche dal dialogo con i circoli cattolici più aperti, il cui esponente di spicco è Giovanni Bianchi.

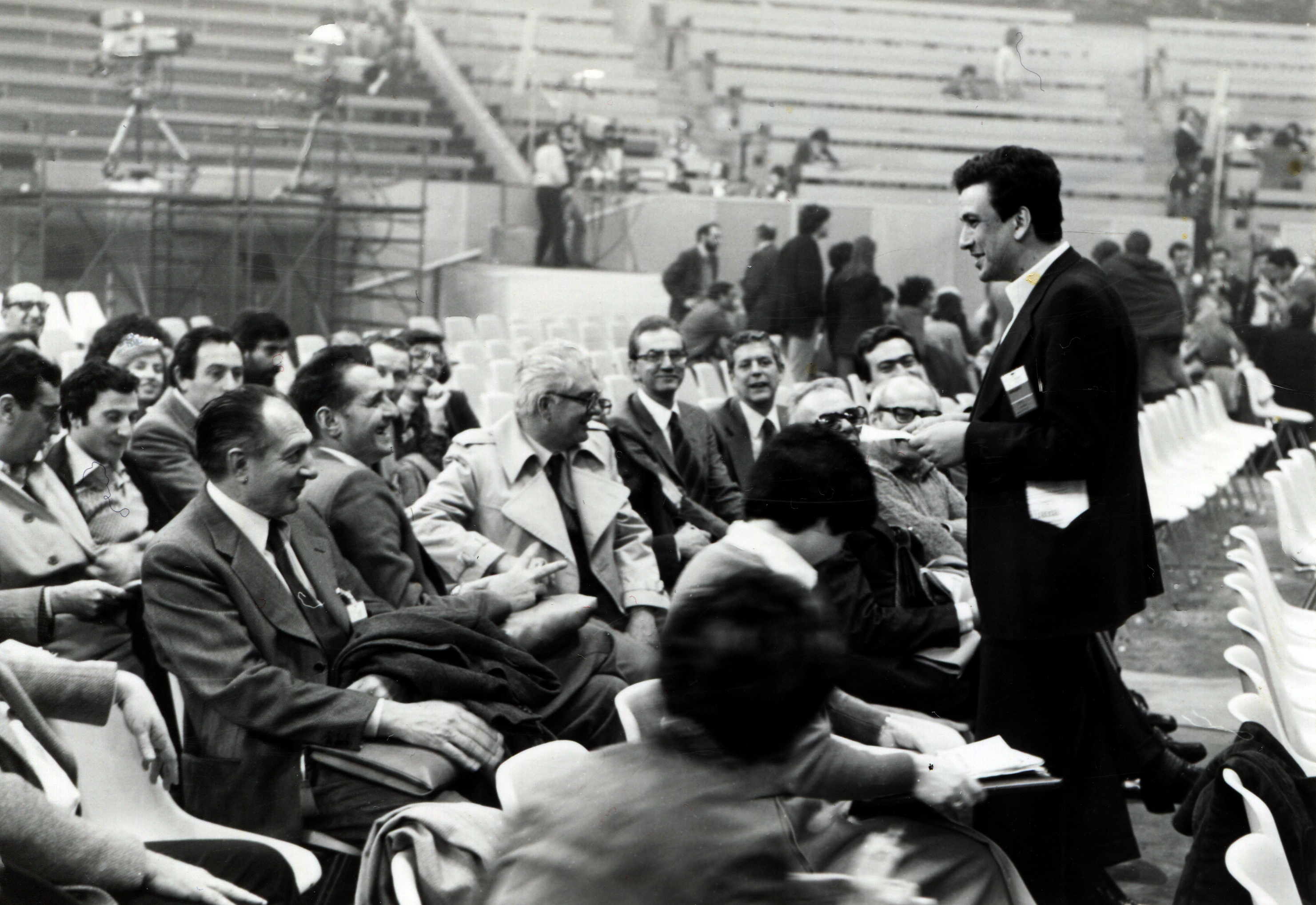
Al XV congresso PCI (Roma 1979)

### Segretario del PCI Milanese 1975-1981
Tra la fine degli anni Sessanta e gli inizi degli anni Settanta Terzi è a Milano, segretario cittadino prima, segretario della federazione poi – dal 1975 al 1981 – e infine membro del Comitato centrale. A più riprese è eletto nel consiglio comunale e avrà un ruolo molto importante nello spostamento del governo cittadino dal centro-sinistra alla sinistra, avvenuto nel 1975.
Alla fine del decennio una crisi economica pesante sta trasformando il tessuto economico e sociale del Paese con la chiusura o il ridimensionamento di molte fabbriche, l’accelerata terziarizzazione di Milano e provincia, lo scomporsi del movimento di massa nato nel ‘68. Intanto vacillano soprattutto in Medio Oriente gli equilibri internazionali e in Cile un golpe militare abbatte le speranze suscitate dal governo democratico e riformista di Salvador Allende. La tragica fine dell’esperienza cilena ispirerà la proposta, da parte del segretario Enrico Berlinguer, del compromesso storico.
Difficile la posizione di Terzi, convinto della ormai pressante necessità di una trasformazione sociale, politica e ideale e della possibilità di creare condizioni ad essa più favorevoli lavorando con le forze di “sinistra, laiche e democratiche” (dunque anche col PSI, nel tentativo di sottrarlo al dominio craxiano). Di difficile interpretazione sono le divisioni e gli scontri all’interno del suo stesso partito. E più difficile diventerà il suo compito nel momento in cui, nel dibattito del Comitato centrale (luglio 1979), prenderà pubblicamente posizione contro il compromesso storico.
L’intuizione dell’aprirsi di una fase politica confusa e complessa lo porta, a partire da questi anni, a infittire gli interventi di dibattito, le iniziative di studio e di ricerca, il confronto teorico il più ampio possibile. Pubblica scritti su giornali e riviste che coprono un arco ampio della sinistra italiana, da Rinascita a Inchiesta, da Il calendario del popolo a Il Ponte, da Il Manifesto a L’Unità a Gli Argomenti Umani, per citare solo alcune testate.

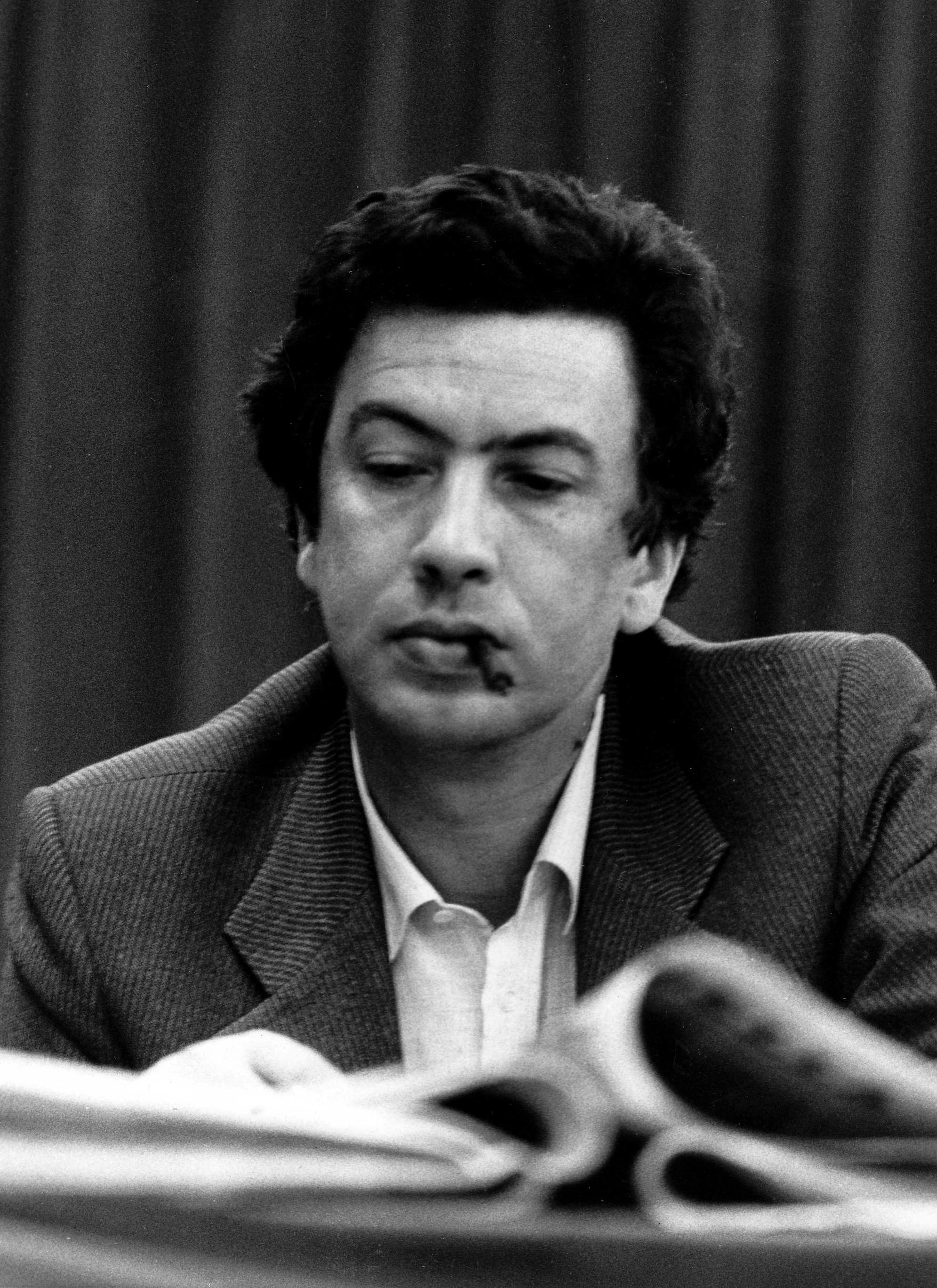
Riccardo Terzi negli anni 80.

### Dal PCI alla CGIL
Nel 1981 lascia la federazione milanese. Diventa responsabile del Dipartimento economico del PCI, seguendo in particolare un settore, quello dei quadri e dei tecnici aziendali, cruciale dopo la “Marcia dei colletti bianchi” e dopo la sconfitta della lotta operaia alla FIAT. E nel 1983 entra nella CGIL di Luciano Lama. Da quel momento diventerà un importante collaboratore dei segretari nazionali che si succederanno: Pizzinato, Trentin, Cofferati.
Fedele a un’idea di sindacato fortemente legato al proprio compito di rappresentanza e insieme capace di visione sociale e dunque politica autonoma, svilupperà negli anni molte e diverse iniziative, proseguendo nell’impegno relativo alle questioni istituzionali e in particolare lavorando attorno alle proposte di riforma della pubblica amministrazione. Nel 1984 è vicepresidente dell’IRES (l’Istituto di Ricerche Economiche e Sociali della CGIL), nel 1987 fonda e presiede l’associazione Ambiente e Lavoro, segno tangibile dell’apertura del sindacato alle questioni dell’ecologia.
A partire da questi anni vivrà con una nuova compagna di vita.
Dal 1990 al 1994 sarà segretario generale della CGIL Lombardia. Sono anni di intenso impegno in più direzioni: entra nell’esecutivo del Centro Riforma dello Stato e in quello della Confederazione Europea dei Sindacati, rappresenta la CGIL nell’assemblea del Consiglio Nazionale dell’Economia e del lavoro (CNEL). E intanto fonda con un affiatato gruppo di appassionati l’associazione Secondo Maggio, tuttora attiva, che farà della Camera del Lavoro milanese un importante centro di diffusione della musica del Novecento, jazzistica e classica. Ma non cessa di intervenire con scritti e interventi molto fitti, sulle questioni politiche che si sono aperte e che hanno investito il PCI.

### PDS e crisi politica italiana
La svolta impressa da Gorbacev alla politica sovietica e poi i fatti di Piazza Tien An men, a Pechino, e infine la caduta del muro di Berlino premono sul Partito comunista insieme alla sollecitazione, da parte degli altri partiti italiani, a cambiar nome. Il segretario è ora Achille Occhetto e Terzi (che riferirà più tardi sulla sua resistenza allo stesso cambiamento di nome, leggendolo come una separazione del partito da tutta la propria storia) insieme ad altri importanti dirigenti sindacali comunisti prova a discutere con lui di un altro modo, più partecipato, di condurre la questione e di un altro nome possibile: Partito del Lavoro. Ma il segretario deciderà altrimenti e all’improvviso e da solo, annunciando in un’assemblea nel quartiere della Bolognina la nascita del Partito Democratico della Sinistra (PDS).
Nel 1993 Bruno Trentin lo vorrebbe a Roma per un incarico nazionale: Terzi però declina l’offerta per ragioni personali e politiche, come dirà. Una tragedia familiare lo ha colpito, è morta in un incidente stradale la giovane figlia. Rimanere in Lombardia significa essere più vicino ai due figli.
Lo impegna molto negli anni che seguono l’analisi della crisi politica italiana, della sua democrazia, delle forme istituzionali e dei partiti. Dopo aver lavorato nel CNEL, il cui presidente è Giuseppe De Rita, presiede il Centro per la riforma dello Stato della Lombardia ed è vicepresidente del CRS nazionale. La sua riflessione, testimoniata da molti scritti, segue punto per punto i fenomeni che segnalano una trasformazione profonda, dalla globalizzazione al neoliberismo, dai localismi all’individualismo, dalle nuove forme di soggettività politica dei giovani, all’antipolitica. E cerca di immettere nel sindacato l'urgenza che avverte di un ripensamento che va alle radici delle categorie interpretative necessarie alla politica per connetterla col reale, con la materia delle relazioni sociali e con i movimenti di massa.

### Gli anni dello SPI
Nel 2003 viene eletto segretario generale del sindacato pensionati (SPI CGIL) della Lombardia e nel 2006 entra nella segreteria nazionale dello stesso SPI con delega all’ufficio studi e ricerca. Da questa collocazione avvia una nuova intensa stagione culturale che fa della vecchiaia una chiave di lettura dell’intera società contemporanea a partire dalla soggettività che le è propria, carica com’è di tutti i problemi e frustrazioni e paure e risentimenti del presente ma anche portatrice di memoria e storia, se organizzata per farlo: per fare, ancora, socialità e cultura, per risignificare il territorio, per rappresentarlo – fino ad essere il luogo dove è giusto suscitare dibattito sulla questione giovanile. De senectute, intitolerà il convegno che si tiene presso il Circolo della Stampa, a Milano, nel 2004, riproponendo la radice umanistica e filosofica dell’impegno sindacale e dunque politico.
I convegni dello SPI si susseguono, esemplare resta il ciclo di incontri dal titolo “La ricerca filosofica di fronte ai nodi del presente” organizzato a Milano nel 2006 in collaborazione con la Casa della Cultura e la Società Umanitaria e che si apre con un intervento del filosofo e sinologo François Jullien sul confronto tra la prospettiva filosofica occidentale di matrice greca e quella orientale di matrice cinese: segno tra l’altro di un’attenzione alle questioni della migrazione come questioni non semplicemente economiche ma anche o soprattutto culturali e transculturali, oltre che del suo interesse niente affatto laterale per il taoismo in opposizione alla moda del “fare” o del “decidere” in auge nei media e nella politica.
Il rapporto con l’attualità è costante e di largo respiro, la lunga e densa storia politico-culturale di Terzi trova un ulteriore sbocco nel 2010 nel progetto e nell’avvio della Consulta programmatica: uno strumento innovativo inteso a coinvolgere nella discussione di tutte le questioni cruciali dell’azione sindacale intellettuali, università e centri di ricerca.
Nel 2011, nel pieno dello scontro nella FIAT tra operai e direzione, con Marchionne esplicitamente impegnato a espellere la FIOM dalla fabbrica, verrà organizzata una giornata di studio con il premio nobel Amartya Sen a proposito della irrinunciabile libertà di associazione in difesa dei diritti e della democrazia.

### Abbandono del PD e ultimi anni
Il 2013 è l’anno nel quale Terzi lascia il Partito Democratico e lo fa pubblicamente, con un articolo sull’Unità nel quale spiega come il partito abbia abbandonato “ogni progetto in nome della governabilità”. Il progetto è per Terzi il punto d’incontro tra la visione d’insieme e la concretezza dei processi sociali, dunque è l’asse portante di un pensare e un agire realmente democratici. A questa prospettiva e a questo stile mai abbandonato si atterrà nel suo lavoro sindacale, nello SPI come nella Camera del lavoro milanese o nella sua collaborazione con la Fondazione intitolata al suo amico Sabattini negli anni che seguono.
Il 30 aprile 2014 si tiene il Congresso dello SPI. Riccardo Terzi saluta il suo sindacato con un intervento, intitolato La forza del nostro viaggio, nel quale condensa i temi fondamentali del suo pensiero politico alla luce del presente immediato. Il Congresso, in piedi, risponde con un lunghissimo commosso applauso.
Al suo ritorno a Milano collabora con la Camera del Lavoro e in particolare con l’Ufficio studi e l’Ufficio formazione, con il quale avvia un seminario per giovani quadri e delegati dal titolo Studiare il lavoro.
Muore a Milano per una grave malattia il 12 settembre 2015.

## Pensiero
"Ciò che è avvenuto, in questi anni, non è la fine delle ideologie, ma un salto di egemonia, che è il risultato di un'offensiva culturale vincente delle correnti individualistiche e liberiste. In questo quadro, mi sembra del tutto fuori dalla realtà chi si immagina un mondo post-ideologico, dove c'è solo il calcolo razionale delle convenienze, e non c'è più nessuna battaglia da combattere sul terreno delle idee. È una prospettiva del tutto repellente, perché vorrebbe dire che l'umanità non è più capace né di pensiero né di passioni. Ma penso che questi teorici del post-ideologico siano del tutto fuori strada, e attribuiscano all'intera società la loro personale aridità, il loro vuoto mentale."
"Pensiero e azione vanno ormai su due piani del tutto separati. Chi pensa non agisce, e chi agisce non pensa.In questa separazione sta forse il segno più evidente del nostro smarrimento e del nostro declino. E la politica diviene un affare di piccole oligarchie rampanti, mentre le grandi domande della nostra vita e del nostro futuro restano senza risposta. Per questo, il primo passo da fare è quello di restituire alla politica la sua dimensione ideale e culturale, in un rapporto diretto con il vissuto concreto delle persone e con le loro domande di senso e di identità."

## Opere
- Riccardo Terzi, La pazienza e l'ironia. Scritti 1982-2010, Ediesse, 2011. ISBN 978-88-230-1559-3
- Riccardo Terzi, La discorde amicizia. Lettere sulla sinistra, con Fausto Bertinotti Roma, Ediesse, 2013. ISBN 978-88-230-1787-0
- Riccardo Terzi, Palmiro Togliatti e Papa Giovanni - Cinquant’anni dopo il discorso Il destino dell’uomo e l’enciclica Pacem in terris, con Francesco Mores, Roma, Ediesse, 2014. ISBN 978-88-230-1844-0

## Testi di approfondimento
- Riccardo Terzi, un pensiero innovatore, Milano, Mimosa, 2017
- Riccardo Terzi. Sindacalista per ambizione, a cura di Mario Sai. Ediesse, 2011. ISBN 978-88-230-2092-4
- Sindacato, politica, autonomia. Roma, Ediesse, 2017. ISBN 978-88-230-2062-7